# Julia Håkansson
Julia Mathilda Håkansson, född Stenius 4 september 1853 i Stockholm, död 11 oktober 1940 i Stockholm, var en svensk skådespelare. Hon gifte sig 1871 med operasångaren Hjalmar Håkansson och var mor till Lisa Håkansson-Taube.

## Biografi
Julia Håkansson började studera skådespeleri 1883 för Hedvig Winterhjelm och Signe Hebbe och debuterade 1886 på Dramatiska teatern som Nora i Ett dockhem och studerade sedan i Paris. Håkansson arbetade därefter 1887–88 och 1892–93 vid Svenska Teatern i Helsingfors, 1888–91 vid August Lindbergs sällskap och ledde 1891–92, 1893–95, 1898–99 och 1902–05 tillsammans med Tore Svennberg egna turnéer och ägnade sig åt gästspel, bland annat i Helsingfors och Bergen. 
Åren 1895–98 var hon anställd vid Vasateatern, 1899–1902 vid Svenska teatern, Stockholm, ledde 1905–07 eget sällskap och var 1907–29 anställd vid Dramatiska teatern. Håkansson arbetade från 1929 vid sidan av teatern med att ge privatlektioner till blivande skådespelare. 
Håkansson var en av realismens främsta kvinnliga representanter på svensk scen. Bland hennes roller märks Hermione i En vintersaga, Hjördis i Kämparna på Helgeland, Svanhild i Kärlekens komedi, Lona Hessel i Samhällets pelare, fru Alving i Gengångare, Hedda Gabler, Rebecka West i Rosmersholm, Rita Allmers i Lille Eyolf, Ella Rentheilm i J G Borkman, Stava i En handske, Tekla i Fordringsägare, Henriette i Brott och brott, Alice i Dödsdansen, Magda i Hemmet, Anna Hjelm i Kung Midas, Agnes Jordan och fru de Tréville i Äventyret.
Julia Håkansson är begravd på Norra begravningsplatsen utanför Stockholm.

## Filmografi
- 1921 – Elisabet
- 1925 – Polis Paulus' påskasmäll

## Teater

### Roller (ej komplett)
| År   | Roll                          | Produktion                                              | Regi            | Teater                       |
| ---- | ----------------------------- | ------------------------------------------------------- | --------------- | ---------------------------- |
| 1886 | Nora                          | Ett dockhem Henrik Ibsen                                |                 | Kungliga Dramatiska Teatern  |
| 1886 | Markisinnan de Prèsles        | Klädeshandlaren Émile Augier                            |                 | Kungliga Dramatiska Teatern  |
| 1886 | Fröken Svendsen               | Tre par Alexander Kielland                              |                 | Kungliga Dramatiska Teatern  |
| 1887 | Rebecka West                  | Rosmersholm Henrik Ibsen                                |                 | Svenska teatern, Helsingfors |
| 1887 | Florizel                      | Ett besök Edvard Brandes                                |                 | Svenska teatern, Helsingfors |
| 1887 | Kristina                      | Mäster Olof August Strindberg                           |                 | Svenska teatern, Helsingfors |
| 1887 | Thalea                        | Häxan Arthur Fitger                                     |                 | Svenska teatern, Helsingfors |
| 1888 | Eva Hammer                    | Hela verlden José Echegaray                             |                 | August Lindbergs sällskap    |
| 1889 |                               | Hela världen Helena Nyblom                              |                 | August Lindbergs sällskap    |
| 1891 | Gertrud                       | Hamlet William Shakespeare                              |                 | Stora Teatern, Göteborg      |
| 1893 | Sylvi Wahl                    | Sylvi Minna Canth                                       |                 | Svenska Teatern, Helsingfors |
| 1895 |                               | Sylvi Minna Canth                                       |                 | Södra Teatern                |
| 1896 | Fru Sigrid Falck              | Det stora förslaget Pehr Staaf                          |                 | Vasateatern                  |
| 1898 | Baronessan Coutenier Marcelle | Marcelle Victorien Sardou                               |                 | Vasateatern                  |
| 1898 | Sigrid                        | Kungsämnena Henrik Ibsen                                | Harald Molander | Vasateatern                  |
| 1898 | Magda                         | Hemmet Hermann Sudermann                                |                 | Vasateatern                  |
| 1898 |                               | Moder Jorden Max Halbe                                  |                 | Vasateatern                  |
| 1900 | Maja Rubek                    | När vi döda vakna Henrik Ibsen                          |                 | Svenska teatern, Stockholm   |
| 1900 | Agnes                         | Agnes Jordan Georg Hirschfeld                           |                 | Svenska teatern, Stockholm   |
| 1901 | Änkehertiginnan Ingeborg      | Folkungasagan August Strindberg                         |                 | Svenska teatern, Stockholm   |
| 1901 | Lona Hessel                   | Samhällets stöttepelare Henrik Ibsen                    |                 | Svenska teatern, Stockholm   |
| 1901 | Mrs Erlynne                   | Solfjädern Oscar Wilde                                  |                 | Svenska teatern, Stockholm   |
| 1906 | Mrs Erlynne                   | Solfjädern Oscar Wilde                                  |                 | Vasateatern                  |
| 1906 |                               | Madame Colibri Henry Bataille                           |                 | Vasateatern                  |
| 1915 | Fru de Trévillac              | Äventyret Gaston Arman de Caillavet och Robert de Flers | Karl Hedberg    | Dramaten                     |
| 1921 | Klytemnestra                  | Elektra Hugo von Hofmannsthal                           | Tor Hedberg     | Dramaten                     |
| 1927 | Charlotte Somring             | Ombord Prins Wilhelm                                    | Olof Molander   | Dramaten                     |
| 1928 | Fru Meller                    | Hoppla, vi lever! Ernst Toller                          | Per Lindberg    | Dramaten                     |